# Eduardo de Portugal, IV duque de Guimarães
Eduardo de Portugal (Lisboa, 7 de octubre de 1515 - Lisboa, 20 de septiembre de 1540) fue un infante de Portugal, hijo de Manuel I de Portugal y de María de Aragón. Eduardo fue duque de Guimarães y casó en 1537 con Isabel, hija del duque Jaime I de Braganza.
Fue sepultado en el Monasterio de los Jerónimos de Lisboa.

## Descendencia
De Isabel de Braganza, tuvo:
- María (Lisboa, 8 de noviembre de 1538-Parma, 8 de julio de 1577), casó en 1565 con Alejandro Farnésio, 3.º duque de Parma y Piacenza;
- Catalina, (Lisboa, 18 de enero de 1540-Vila Viçosa, 15 de noviembre de 1614), duquesa de Braganza por su matrimonio con el duque Juan I de Braganza (su primo hermano), fue en 1580 candidata al trono de Portugal;
- Eduardo (Almeirim, marzo de 1541-Évora, 28 de noviembre de 1576), hijo póstumo que le sucedió como duque de Guimarães. Jamás se casó ni tuvo descendencia alguna.